# チャレンジショー
『チャレンジショー』は、1968年10月5日から1969年3月29日、および1970年12月4日から1971年3月26日までNET系列局で放送されていた毎日放送製作のバラエティ番組である。

## 概要
第1期はさまざまな分野の達人たちが技を披露し、芸能人ゲストがそれらを自分たちでやってみせるという内容で放送。西宮酒造（現・日本盛）の一社提供で、『ニホンサカリ・アワー チャレンジショー』と題して放送されていた。
番組は半年で終了したが、金曜19:00枠で放送されていた『ドンとこいチビゴン!!』の早期打ち切りに伴い、同時間帯にて復活を果たした。第2期は一社提供番組ではなく、内容も一般からの参加者たちが技の習得・実演に挑戦する視聴者参加型番組となっていた。

## 放送時間
いずれも日本標準時。
- 土曜 19:30 - 20:00 （ニホンサカリ・アワー チャレンジショー）
- 金曜 19:00 - 19:30 （チャレンジショー）

## 司会
- 四代目三遊亭金馬（ニホンサカリ・アワー チャレンジショー）
- 小林旭（チャレンジショー）
- 松岡きっこ（チャレンジショー）